# جوز زغبي
جوز زغبي (الاسم العلمي:Juglans hirsuta) هو نوع من النباتات يتبع جنس الجوز من الفصيلة الجوزية.